# Eryck Abecassis

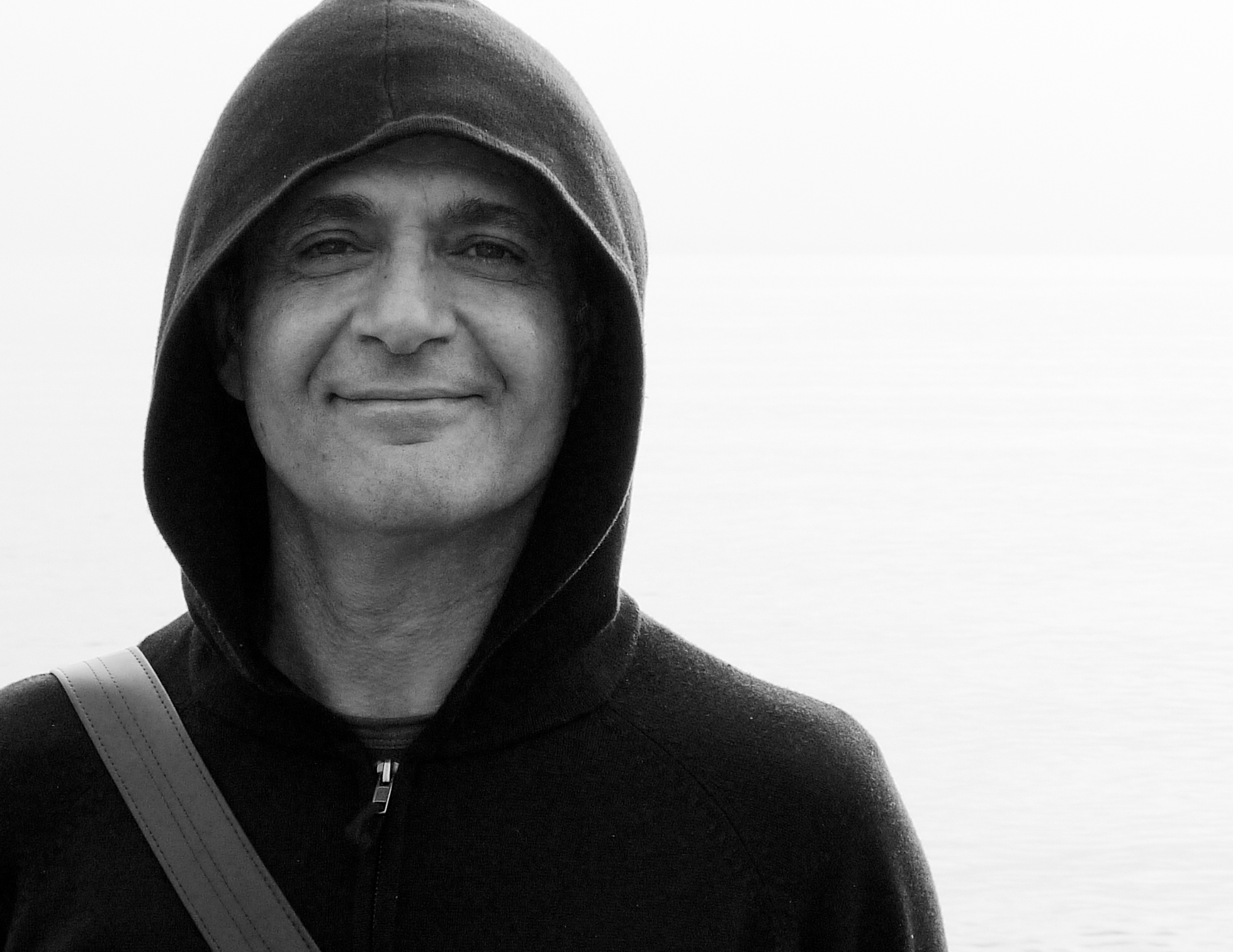
Eryck Abecassis

Eryck Abecassis (* 26. Oktober 1956 in Algier) ist ein französischer Komponist.

## Leben
Eryck Abecassis erlernte ab 1973 im Selbststudium E-Gitarre. 1976 ging er zum Studium der Filmwissenschaft ans Conservatoire Libre du Cinéma Français nach Paris und arbeitete als Fotograf. 1979 entschied er sich für die Musik. Er nahm von 1979 bis 1983 privaten Unterricht in Komposition und Harmonielehre bei Julien Falk (1902–1987). 1982 studierte er Jazzorchestrierung bei Derryl Hall am Centre d’informations musicales in Paris. Am IRCAM belegte 1983 verschiedene Kurse, unter anderem in Instrumentenforschung und Computermusik. Er nahm Unterricht bei Jean-Claude Risset und 1994 bei Pascal Dusapin am Centre Acanthes. 1997 belegte er den Cursus Annuel de Composition et Informatique Musicale am IRCAM.
Von 1986 bis 1992 war er Direktor der Theaterakademie L’Entreprise.
Er erhielt mehrere Kompositionsaufträge von Radio France, der französischen und kanadischen Regierung, Gmem, Ina-Grm, Grame und Césaré. Seine Musik wurde auf verschiedenen internationalen Musikfestivals gegeben, wie Présences, Les Musiques-Marseille, Musiques en scènes-Lyon, Amplitude Festival Denmark Escales Improbables, Electricity, Reims Scènes d’Europe, IRCAM, SignalX-Cagliari und dem Computer Art Festival Padova. Mit seiner elektronischen Musik konzertierte er in Spanien, Brasilien, Deutschland, Österreich, dem Vereinigten Königreich, Schweden, Südkorea und Italien.

## Werke und Projekte (Auswahl)
Eryck Abecassis schrieb Orchester-, Kammer- und Vokalmusik in verschiedenen Besetzungen, Musik fürs Theater und Filmmusiken fürs Kino, Fernsehfilme und Dokumentationen. Des Weiteren erarbeitete er Installationen und Live-Programme. Sein Musikstil kann der zeitgenössischen Musik, elektronischen Musik und Noise zugeordnet werden.
- Tzin-Tzoum für zwei Hörner, Posaune, Tuba und Live-Elektronik, 1983
- Saved (dt. Gerettet) Musik zum Schauspiel von Edward Bond, 1984
- Les Carnets de Junko für fünf Schauspieler Cello und Marimba, 1989
- Rois de cœur, Choreographie von Dominique Petit, 1991
- Bâtisseurs Schauspielmusik, 1992
- Les Fleurs du désert für Streichquartett, 1992
- Kammerzirkus für kleine Orchester, 1996

- Kobe in Venezia für Flöte, 8 Celli und Live-Elektronik, publiziert 1997[1]
- La Cage, pocket opera, Libretto von Christophe Tarkos(1963–2004), für Mezzosopran, männlichem Schauspieler, und sechs Musikern, entstand in Zusammenarbeit mit Thierry Aué (* 1964), publiziert bei Al Dante in Romainville, 1999 OCLC 949280056 ISBN 978-2-911073-42-7
- Poupées-Fantômes, für Klavier, Schlagzeug, Live-Elektronik und Video, Auftragswerk von GRAME, Lyon, komponiert und uraufgeführt 2003
- Phaz 2, für Streichorchester und Elektronik. Das Werk wurde vom Quatuor Diotima beim Radiofestival Presences 2006 aufgeführt.
- Skylamp für Cristal Baschet und Elektronik
- Safety First, a Noise Opera, Musik und Konzeption: Eryck Abecassis, Text: Olivia Rosenthal, aufgeführt beim Festival Reims Scènes d'Europe 2013 in Reims
- Noisindia, Multimedia-Performance, Text und Sprecherin: Olivia Rosenthal. Das Werk entstand während eines dreimonatigen Aufenthalts des Komponisten in Indien und Bangladesch. Er benutzt Ton- und Filmmaterial aus Alang and Chittagong. Das Werk wurde unter anderem am 5. März 2014 in der Maison de la Poésie in Paris aufgeführt.[2]
- Sunrise Filmmusik, 2014 OCLC 949280056
- Chrysalide, Soloprogramm mit elektronischer Musik, Livekonzert aufgenommen von Radio France am 26. April 2015[3]
- Ilumen, sieben Stücke elektronischer Musik, publiziert beim Label Entr’acte, 2015. Abecassis arbeitete zwei Jahre lang an dem Album. Das Hauptinstrument, welches er benutzt, ist ein Chrysalide ein modularer Synthesizer. Diesen koppelte er mit einem E-Bass und einem Computer.
- Spin, für Gamelan und Elektronik. Das Werk wurde am 5. November 2015 in Marseille aufgeführt.
- Under desert, fünfundvierzigminütiges Stück für Modularsynthesizer, aufgenommen im Atelier de l’Etoile Besançon am 9. April 2016
- In loco parentis, Filmmusik, 2016
- Macadam Animal, Text und Sprecherin: Olivia Rosenthal, Video und Musik: Eryc Abecassis. Olivia Rosenthal und Abecassis gehen mit diesem Programm 2018 auf Tournee mit Auftritten an verschiedenen Theatern und Kultureinrichtungen in Frankreich. Es ist Programm über Tiere in der Stadt mit biologischen, ethologischen und ökologischen Aspekten.
- Slam, Filmmusik, 2018
- Falls, CD, produziert mit Lars Åkerlund, veröffentlicht im Oktober 2019 beim Label Mikroton Recordings